# Taganay
Parque nacional Taganay (en ruso: Таганай) es un grupo de cadenas montañosas en los Urales del Sur, en el territorio de la región de Cheliábinsk en Rusia, con el punto más alto alcanzando los 1.178 metros sobre el nivel del mar. El parque nacional fue creado en 1991, con su frontera suroeste que llega hasta las afueras de Zlatoust. El área total del parque es de unos 568 kilómetros cuadrados (219 millas cuadradas), con una distancia de 52 kilómetros (32 millas) de norte a sur y un ancho de 10-15 km (6,2-9,3 km)